# 亜空亜shin

亜空亜shin（あくあしん）は日本のマジシャン。亜空亜SHIN表記もある。

## 概要
大阪府立吹田東高等学校卒業。
5歳の時に父親から金属の輪が繋がるチャイナリングというマジック道具を買ってもらった事がきっかけでマジックを始める。
12歳で深井洋正に師事する。
高校在学中に第一回天満天神素人寄席名人選にて最優秀賞を受賞。師匠の深井洋正が主宰した浪速のマジックコンベンション２分間コンテスト部門にて二年連続第二位を受賞。学生時代のこれらの経験がプロを志すきっかけとなる。
2005年に近畿大学経営学部経営学科入学と同時にプロデビュー。在学中に東京で開催された学生マジック選手権の初代チャンピオン に選ばれる。
プロデビュー後は鳩やトランプを使い、音楽に合わせた軽快でアップテンポなステージマジックで海外のマジック大会でも高評価を得ている。
また、中国の伝統的な大道芸の1つ「変面」（仮面の早変わり術）を体得している。
天満天神繁昌亭、松竹芸能角座、大須演芸場、国立演芸場、国立文楽劇場、品川よしもとプリンスシアター、京橋花月、神戸新開地 喜楽館、浅草フランス座東洋館 等の劇場で公演を行うほか、アメリカ、カナダ、韓国、タイ、マカオ、インド、カンボジア王国、マレーシア、フィリピン、ドバイ等での公演経歴を持つ。
2015年5月9日にデビュー10周年のリサイタルを地元大阪府茨木市にて開催。
マジック界一のサザンオールスターズファン。2018年5月7日には天満天神繁昌亭にてサザン大好き芸人の笑福亭純瓶らと「勝手に桑佳ファンだから」を開催、出演。
2022年12月2日には「勝手にエンタメ寄席in茅ケ崎」をプロデュース。嘉門タツオ、桂りょうば、笑福亭生寿らと共に湘南を盛り上げる。
2023年9月28日、30日には「勝手にエンタメライブinカイムキグリル」を開催。全公演満席となる。
株式会社ゴッドワールドエンターテイメントのGODが命名。

## 主な受賞歴
2005年 第6回ICMマジックコンベンションで優勝。
第3回 中部奇術連合大会コンテスト 第二位
2006年 第51回 全国奇術家懇親会 優勝
第5回 日本海マジックフェスティバル第一位と観客人気投票第一位受賞。
第2回マーカ.テンドーマジックコンベンションにてコンテスト 第二位 と観客人気投票第１位受賞。
2007年 世界魔術交流大会in中国深圳大会 優勝。
第7回 ロッテワールドマジックフェスティバルin韓国 優勝。
2008年 第二回マレーシア世界大会で準優勝。
2009年 第35回ウィンターカーニバル オブ マジック コンベンション(USA)で優勝。
FISMマジック世界大会2009(マジックのオリンピック) に日本代表選手として選ばれる。
2010年 アメリカSAM世界大会にて優勝と観客人気投票第1位を受賞。
IBMサンディエゴ世界大会でもファイナリストとしての入賞を果たす。
2011年 マレーシア世界大会 クロースアップ部門 第２位 ステージ部門 トリプル受賞。
2014年 変面の演技でウルサン国際マジックフェスティバルでグランプリを受賞。
2016年 浅草フランス座東洋館で開催された東京演芸協会主催の浅草liveにて優勝。

## 主な出演歴
2005年 サンテレビ「十人十色」出演。　
2010年 マジックの殿堂ロサンゼルスのマジックキャッスルに一週間出演。
2015年 天童よしみ師走公演in新歌舞伎座 にて前座として出演。
2016年 ロンドンブーツ1号2号田村亮一座 高槻凱旋公演「極楽プリズン」に出演。
2017年 BS朝日「お笑い演芸館」出演。
ytv「朝生ワイド す・またん!・ZIP!」出演。
2018年 BSフジ「テリー伊藤の今夜も傾奇流」出演。
2019年 BS朝日「お笑い演芸館2019上半期一番見たいブレイク芸人＆語り継ぎたい殿堂入り名人スペシャル！」出演。
2020年 円広志コンサート2020〜おかんの叫び〜に出演。
2020年 MBS 「ちちんぷいぷい」 5000回記念スペシャル出演。
2022年 サンテレビ「日中春節歌謡祭」出演。
2023年CCTV 「Chinese New Year 2023At Tokyo Tower」出演。
2024年 ジャパンフェスティバルカナダ出演。
2025年 ハリウッドのマジックキャッスルに2度目の出演を果たす。
その他NHK「ぐるっと関西」「天才ピアニストの今夜もグッジョブ」やTSB「ゆうがたGet」MBSラジオ 「ありがとう浜村淳です」ラジオ関西「原田伸郎ののびのび金曜日」等に生放送出演している。